# Communauté rurale de Ndramé Escale
La communauté rurale de Ndramé Escale est une communauté rurale du Sénégal située à l'ouest du pays. 
Elle fait partie de l'arrondissement de Wack Ngouna, du département de Nioro du Rip et de la région de Kaolack.